# Maria Grapini
Maria Grapini (n. 7 noiembrie 1954, Berești, România) este o femeie de afaceri și politiciană română, de profesie inginer textilist. A deținut funcția de ministru delegat pentru IMM-uri în Cabinetul Ponta II, și din 2014 este deputat în Parlamentul European.

## Biografie
Maria Grapini a absolvit Liceul Teoretic din Berești în 1973, iar apoi a urmat Institutul Politehnic „Gheorghe Asachi” din Iași, Facultatea de Textile, specializarea „Tehnologia Mecanică a Filării și Țeserii”, pe care l-a absolvit în 1978.
După absolvirea facultății și până în 1989 a lucrat în cadrul Întreprinderii Textile „Garofița” din Timișoara pe diferite posturi. Între 1995 și 2012 a fost președinte al Consiliului de Administrație și director general al SC Pasmatex SA. De asemenea, între 1998 și 2012 a fost președinte al Consiliului de Administrație al SC Pasmatex Conf International SA, firmă specializată în producția de lenjerie pentru Triumph International AG.
Maria Grapini a fost, printre altele, președintele Asociației Femeilor Antreprenor din România, președintele Federației Patronale din Industria Ușoară, membru în Consiliul Național al Exportatorilor și Consul Onorific al Republicii India în România., membru al Asociației Generale a Inginerilor din România.

## Activitate politică
Între 2006 și 2015, Maria Grapini a fost vicepreședintele Partidului Conservator. În iunie 2015, în contextul congresului de fuziune PC–PLR, Maria Grapini a anunțat că demisionează din partidul fondat de Dan Voiculescu. Grapini l-a acuzat pe președintele PC, Daniel Constantin, că a acaparat partidul și că este responsabil de dispariția acestuia prin decizia de unificare cu PLR, formațiune reunită în jurul lui Călin Popescu Tăriceanu. O lună mai târziu, Grapini s-a înscris în Partidul Puterii Umaniste.

### Ca ministru
Maria Grapini a fost aleasă în 2012 deputat în circumscripția electorală nr. 37, Timiș. Pe 19 decembrie 2012 a fost propusă ministru delegat pentru IMM-uri, Mediu de Afaceri și Turism în Cabinetul Ponta II. În ianuarie 2014, Partidul Conservator a anunțat retragerea Mariei Grapini din funcția de ministru și înscrierea sa în cursa pentru alegerile europarlamentare. Două luni mai târziu, Grapini a demisionat din Parlament din același motiv.

### Ca europarlamentar
PC a candidat la alegerile europarlamentare din 2014 pe liste comune cu PSD și UNPR. Pe poziția a 5-a s-a aflat Maria Grapini. Alianța a obținut 37,6% din voturi, astfel că Grapini a primit un mandat de deputat în Parlamentul European.
La alegerile europarlamentare din 2019, deși nu era înscrisă oficial în partid, Grapini a candidat pe poziția a 6-a în lista PSD.

## Activitate publicistică
Maria Grapini a lansat patru cărți. Prima a fost publicată în 2011 și conține intervenții pe care Grapini le-a avut, de-a lungul timpului, la Radio Timișoara. În 2012 a publicat romanul de dragoste Viața, între scrieri și trans-scrieri. Cartea conține o prezentare critică semnată de Cornel Ungureanu, președintele filialei Timiș a Uniunii Scriitorilor. Într-o anchetă publicată de Recorder, jurnalistul Mihai Voinea arată că Viața, între scrieri și trans-scrieri conține fragmente copiate de pe Wikipedia, de pe forumul Sfatul Bătrânilor și de pe site-ul InfoTravelGrecia, fiind asumate drept creație personală.

## Critici
Maria Grapini a reușit să intre în folclorul urban din cauza deselor greșeli de ortografie pe care le-a făcut de-a lungul timpului, în special în postările de pe contul său de Facebook. În acest sens, în iulie 2015 a fost lansată o aplicație online, numită ironic GRAPINIzer, care oferă utilizatorilor posibilitatea să introducă într-o căsuță un text corect gramatical, în limba română, iar ulterior, cu ajutorul opțiunii „grapinize”, să vadă cum arată textul în varianta „grapinizată”.
În august 2018, Maria Grapini a fost reclamată la CNCD pentru un mesaj distribuit pe Facebook în care i-a jignit pe românii din diaspora care și-au anunțat prezența la un miting antiguvernamental în Piața Victoriei din București, afirmând că trebuie „să plătească o taxă de prost la USR”. Ulterior, Maria Grapini a declarat că nu este de acord cu afirmația și a explicat motivul pentru care a distribuit mesajul: „Am distribuit pentru a se vedea că nu toată diaspora are același punct de vedere. O doamnă din diaspora a postat acest lucru. Eu am distribuit o singură dată, fără să fac niciun comentariu. Mesajul meu este că nu se poate nimeni erija că reprezintă toată diaspora”.